# 龍野一雄
龍野 一雄（たつの かずお、1905年（明治38年）12月19日 - 1976年）は医史学者、医学博士、漢方医学者、帝国学士院会員。新字体表記は竜野一雄。

## 経歴
東京都千代田区出身。
独協中学校卒業後、1932年に慶應義塾大学医学部を卒業し、1935年に同大の医学部講師となる。東洋医学も積極的に研究し、1939年には拓殖大学の漢方講座講師、1951年には漢方研究会を発足させ、1952年にも漢方杏林会を発足させている。また、1950年設立の日本東洋医学会の初代会長（当時は理事長）に就任している。龍野は漢方の科学化を唱えたが、大塚敬節は漢方は学ではない、術だと主張し、龍野一雄を理事会から追放した。このことは山本巌が対談で明らかにしている。そしてこれが、日本東洋医学会が学会でありながら学を重んじない体質となることを決定づけた。日本東洋医学会は2014年第65回学術総会で大会テーマを「アートの復権」と称し、堂々と自分たちのテーマはアート、すなわち術だと主張した。さらに2023年の第７３回学術総会に至ってすら、総会テーマを「あなたの漢方、わたしの漢方」とし、サブタイトルを「オンリー１とナンバー１｣と称している。漢方が龍野一雄が目指したように学問として発展していれば、2023年の今日にいたって「あなたの漢方、わたしの漢方｣という発想は生じなかったであろう。日本東洋医学会が２１世紀も中盤に至った現在（2023年）においてすらこのような発想を有することは実に大塚敬節に起因している。
特に石川学説には深く注目しており、鍼灸の古典を疑う前に経絡を肯定しようとしたこともあり、1973年には漢方入門講座漢方処方集などを加筆している。
昭和15年7月1日より昭和17年まで満州国民生部保健司嘱託、同17年帝国学士院会員、明治前日本外科学史編纂となり、富士川游博士の後を受けて医学史を研究。

## 書物
- 漢方入門講座漢方処方集
- 中国医学
- 漢方医学大系（1978年）
- 漢方入門講座（1955年）
- 薬局の漢方（1954年）
- 新撰類聚方（1975年）
- 金匱要略（1958年）
- 傷寒論（1957年）
- 中醫臨證處方入門（1956年）